# Burgstall Lechsend
Der Burgstall Lechsend, auch Burg Lechsgemünd genannt, ist eine abgegangene Höhenburg auf 435,2 m ü. NN gegenüber der Lechmündung in die Donau in Lechsend, einem Gemeindeteil der Gemeinde Marxheim im schwäbischen Landkreis Donau-Ries in Bayern.

## Geschichte
Von der an strategisch bedeutender Stelle auf einem Hügel gelegenen Burg ist kaum noch etwas bekannt. Die Burg war Stammsitz der Grafen von Lechsgemünd, einem mächtigen fränkisch-bayerischen Adelsgeschlechts und treuen Anhängern der Stauferkaiser. Die Lechsgemünder regierten von hier aus den Sualafeldgau, dessen Kerngebiet die heutige Gemeinde Marxheim war, worauf die erste urkundliche Erwähnung eines Gaugrafen Luitgar (Leodegar) von Lechsgemünd hinweist, der 1035 auch das Kloster St. Walburg in Eichstätt stiftete. Im 11. und 12. Jahrhundert waren die Lechsgemünder Grafen auf dem Höhepunkt ihrer Macht, was eine Erbauungszeit ihrer Stammburg in die Zeit um 1000 annehmen lässt. In die Zeit Heinrichs (I.) von Lechsgemünd († 1078) fällt der erste Beleg für die Burg Lechsgemünd als Stammsitz des Adelsgeschlechts.
1248 ließ Berchtold von Lechsgemünd an der Marxheimer Donaubrücke eine Zollstation errichten. Die Regensburger Kaufleute waren jedoch nicht mit den Zollgebühren einverstanden und ließen die Burg zerstören, worauf die Grafen ins benachbarte Graisbach auf die Burg Graisbach umzogen und sich fortan Grafen von Lechsgemünd-Graisbach nannten.
Von der ehemaligen Burganlage ist nur noch der Burghügel erhalten.

## Bildquellen
- earth-dots.de → Burgstall Lechsend